# Pelatge bai
|  | No s'ha de confondre amb pelatge castany. |

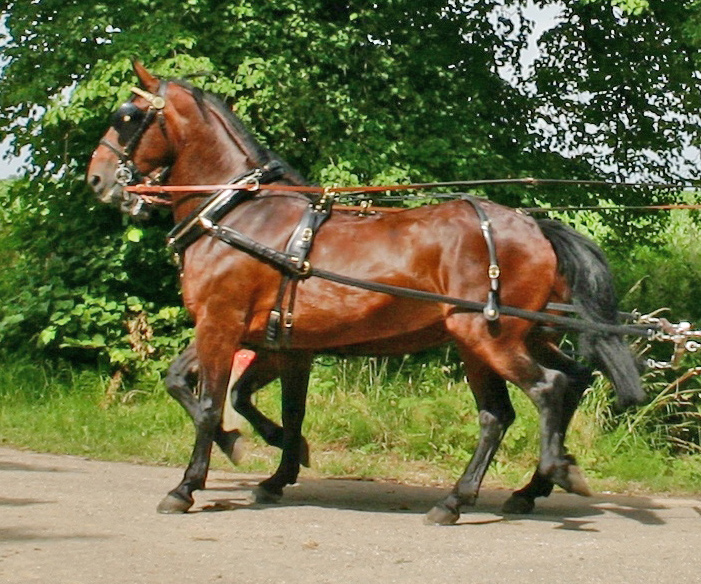
Cavall Cleveland Bai, de pelatge clarament castany. Tots els cavalls Cleveland són "bay" en anglès = "castany" en català.

El pelatge bai és un pelatge mal definit en la nomenclatura catalana “oficial”. La definició oficial no té en compte cap criteri genètic i diu així:
“Dit del pelatge dels equins que és groc lleugerament rogenc, amb les extremitats, la crina i la cua negres”.
- D'una banda, el TERMCAT tradueix la raça “Cleveland bay” per “Cleveland bai” en català. Això faria correspondre el “bay” anglès al “bai” català. O, el que és igual, bai=castany en català. (Aquesta era la definició clàssica catalana, recollida en el diccionari Fabra.
- D'altra banda, el TERMCAT tradueix el “bayo” castellà (que inclou dos pelatges diferents en anglès: “yellow dun” i “buckskin”) per bai en català.
- Resumint: el terme “bai” català s'usa per a traduir 3 pelatges diferents en anglès: "bay", "buckskin" i "yellow dun".[4]
  - Aquesta incongruència pot causar problemes legals en contractes de compra-venda i en exportació-importació de cavalls.

## Etimologia
Del llatí "badius", castany.

## Història
- c. 150. Aulus Gellius en la seva obra Nits Àtiques, va explicar molt bé el terme de color “badius”. El “bay” anglès, “bai” francès i “bai” català tradicional, derivats del “badius” llatí, equivaldrien al “castany”.(Nocte Atticae.Liber II.Cap. XXVI.Sermones M. Frontonis & Favorini philosophi de generibus colorum, vocabulisque eorum Graecis & Latinis: atque inibi color spadix cujusmodi sit).[6][7]

- c.1490. En el “Llibre de Menescalia” de mossén Manuel Dieç, Majordom d'Alfons el Magnànim, va aparèixer una nova definició del pelatge “bayo”:

| «                                    | «La quinzena color es dita bayo: lo qual deu esser clar e de color de palla ho de hambre: e deu hauer los clins e la coha e les cames tot negre: e deu hauer vna veta negra dels goles fins a la coha ampla com lo dit poch més o menys: e aquest tal es dit dretament bayo e la gent no u saben e per ço nomenen al castanys clars bayo, pus que ls veen vetats e de color clara, e no u son, car gran differencia ha de bayo a castany clar» . | » |
| — Llibre de manescalia. Manuel Dieç. | |   |

L'obra de Dieç fou traduïda al castellà i originà les definicions de “bayo” en castellà i portuguès equivalents a l'actual “bay dun” o “yellow dun” en anglès. Capa equivalent a la dilució “dun” de la castanya o “bay” en anglès.
- 1829. Dizionario Italiano Ed Inglese Di Giuseppe Baretti.[8] "Baio" italià = "bay" anglès.
- 1931. La definició del Diccionari General de la Llengua Catalana de “bai” és la següent: “Bai-a adj, Roig fosc, aplicat especialment al color dels cavalls”.
- El Diccionari català-valencià-balear no dona cap definició de “bai”. I defineix “baio” com en l'obra de Dieç.
- 1991. Identificació equina per ressenya descriptiva i gràfica. Iscle Selga.[9]
- 2002. Diccionari de veterinària i ramaderia, editat pel TERMCAT i Enciclopèdia Catalana.

## Traducció del “bay” anglès
El pelatge “bay” anglès, igual al “bai” francès, es pot traduir per “castany” en català i “castaño” en castellà, sense cap problema.
Un cavall castany té els pèls del cos de color castany i la cua, la crinera i els extrems de les potes negres.
- Els pèls del cos poden ser molt foscos (gairebé negres), o una mica més clars. Però mai de color groc o daurat.
- El pelatge castany és un pelatge bàsic (no diluït).

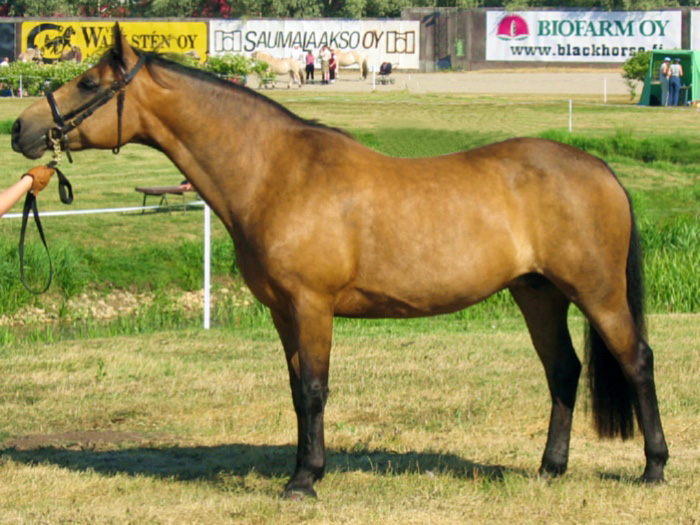
Pèl castany clar
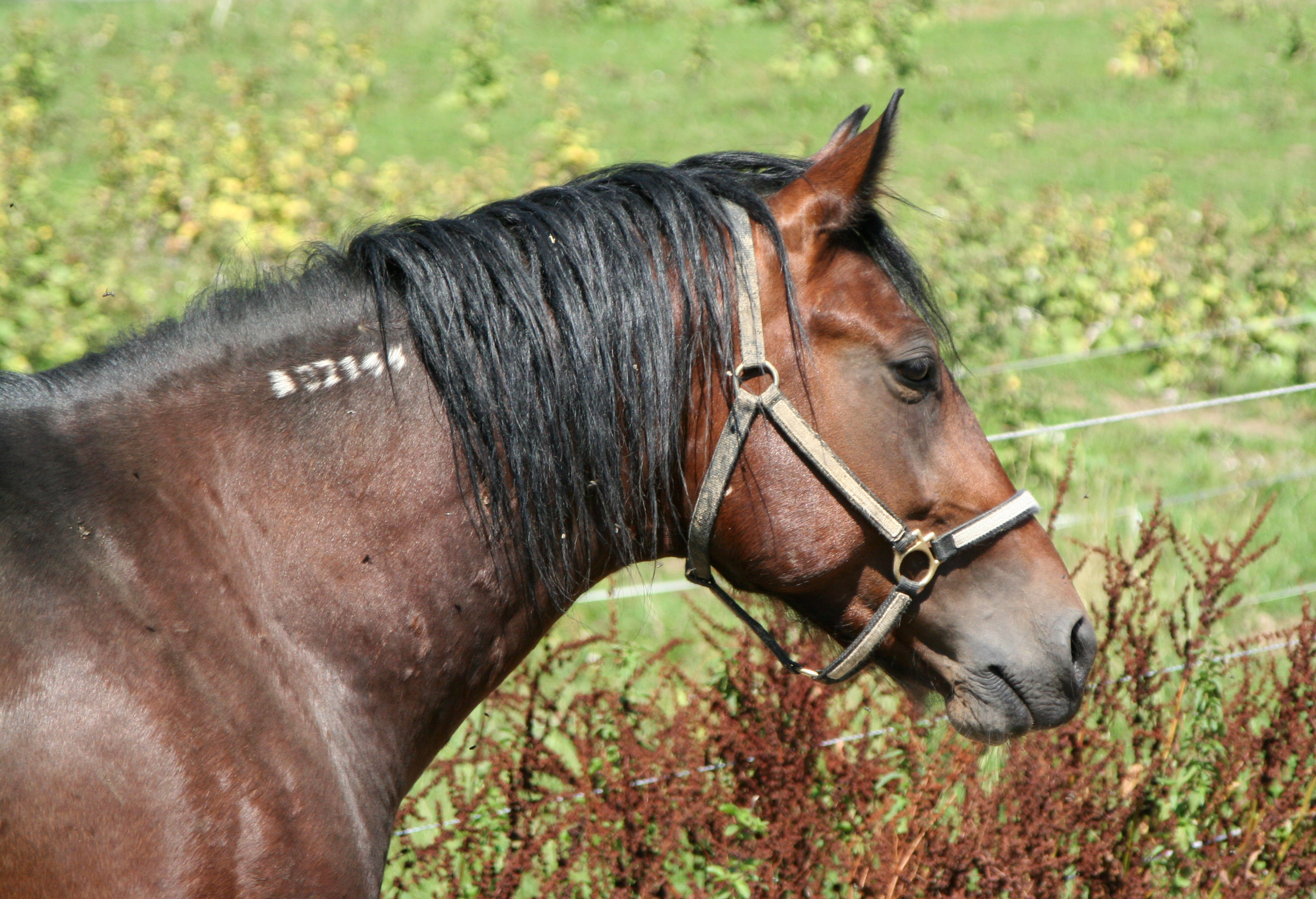
Pelatge castany
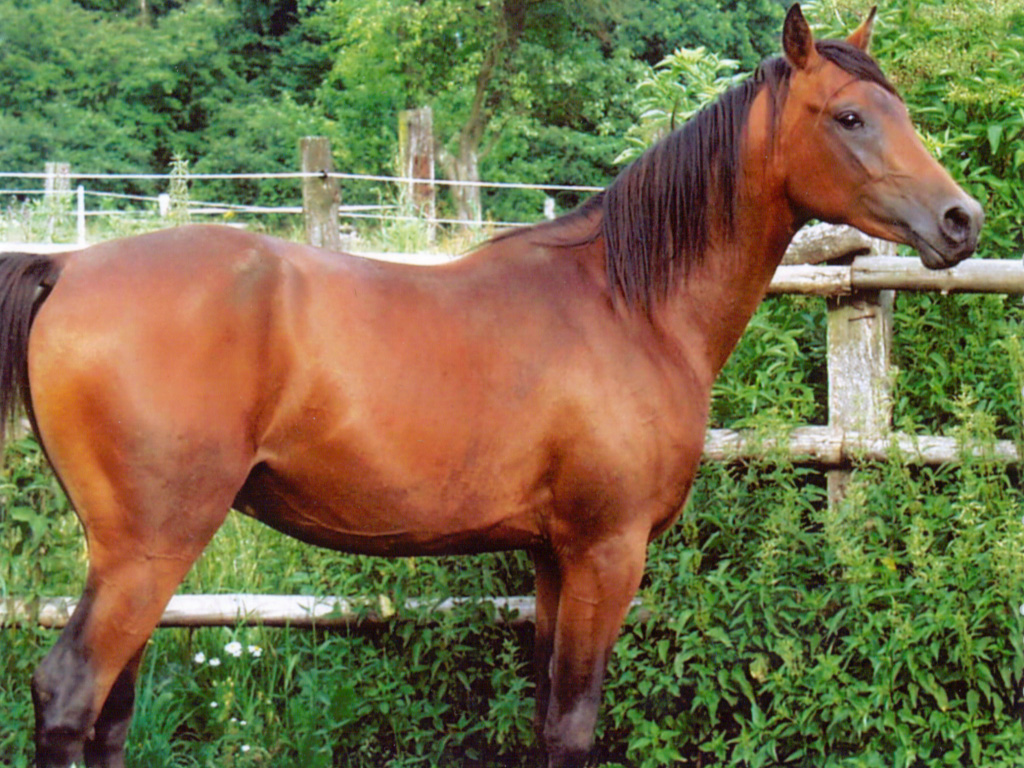
Castany encès
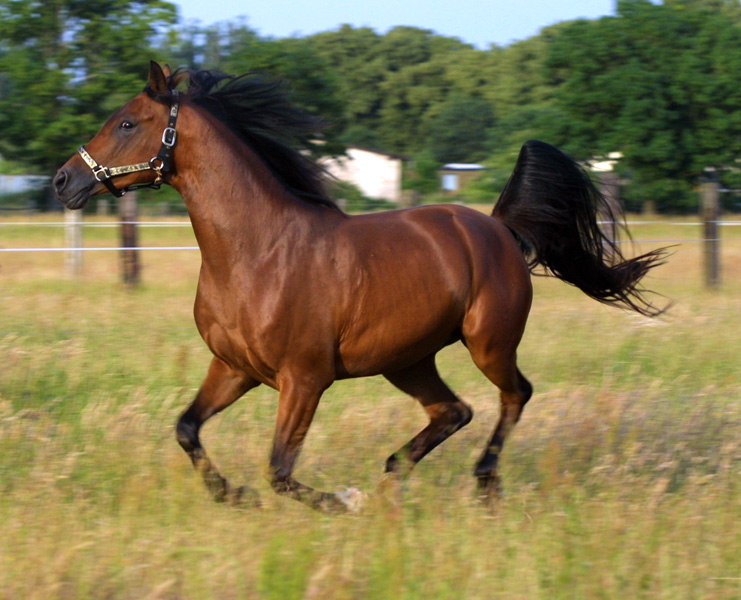
Cavall àrab de pelatge castany.

## Traducció del pelatge “buckskin”
El terme català “falb”, segons la definició de Pompeu Fabra, equival al “buckskin” americà (que és la dilució crema simple del castany; alguns estudiosos del tema fan “buckskin”= falb crema).
- Els pèls del cos d'un cavall “buckskin” són d'un groc daurat semblant a la palla del blat. (Sense cap matís rogenc).
- El pelatge falb crema és un pelatge diluït.
- Una traducció correcta en castellà de "buckskin" seria “bayo”.

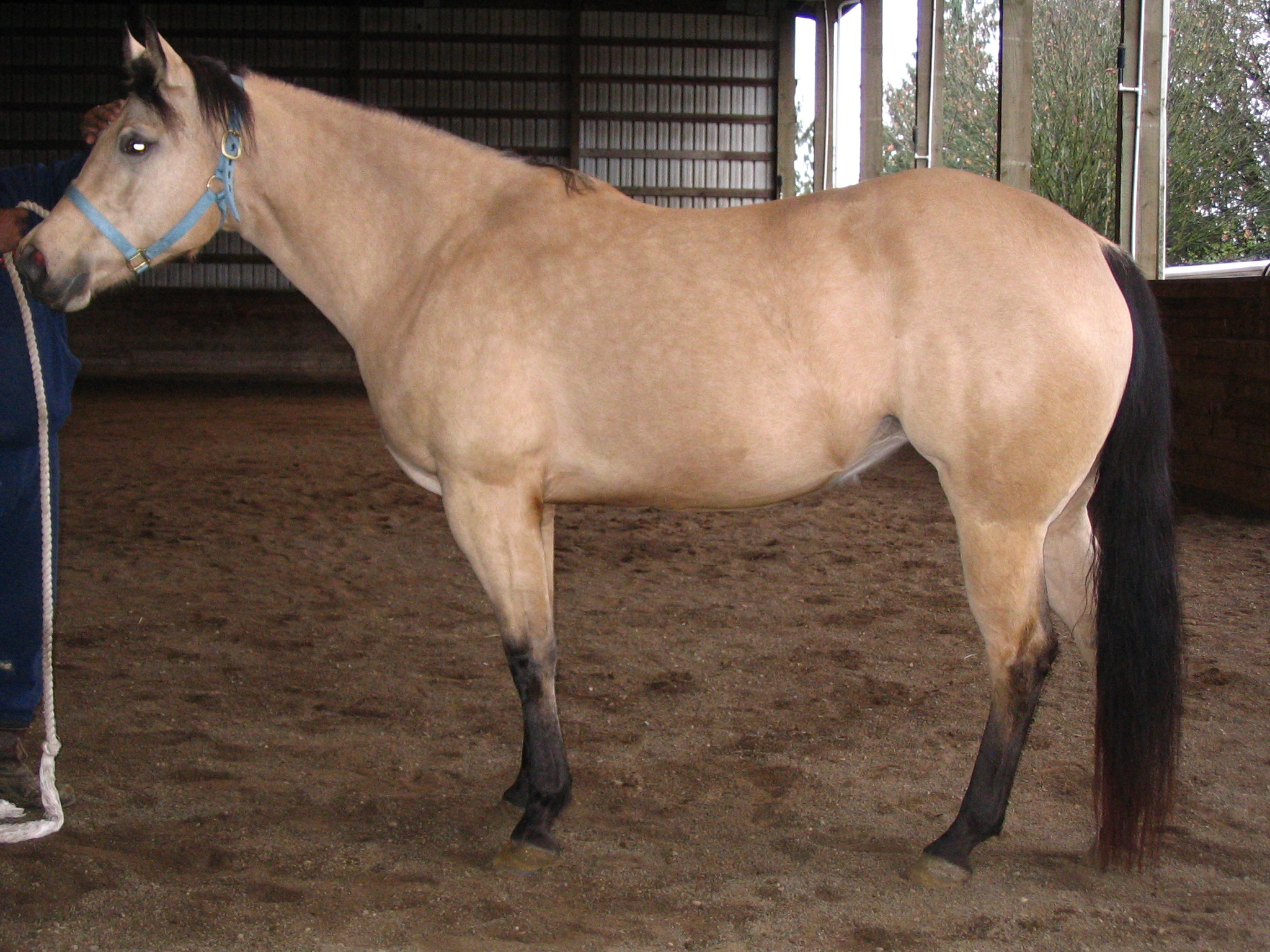
Pelatge “buckskin”, falb (crema)
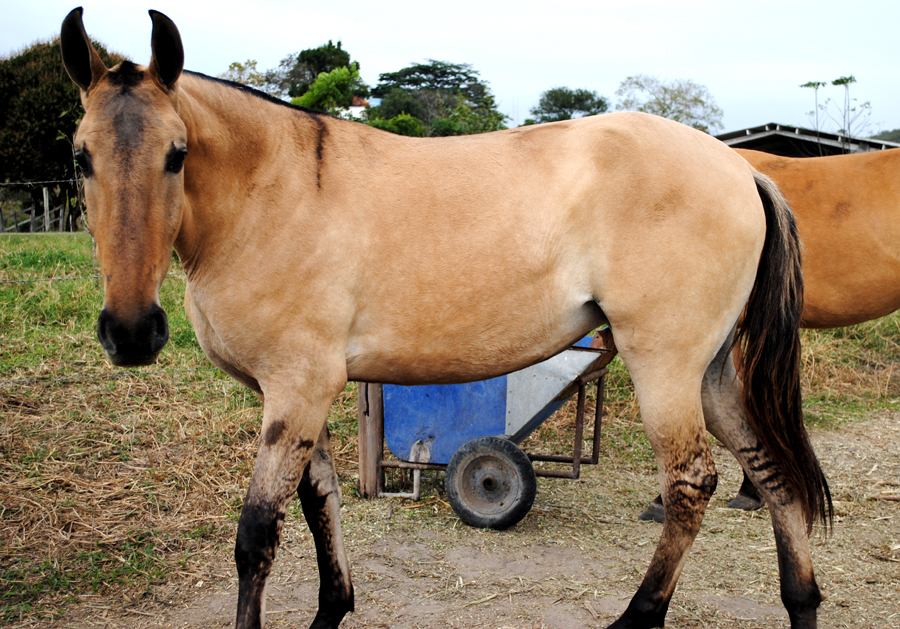
Pelatge “yellow dun”, falb (dun)

## Traducció del pelatge “yellow-dun”
El pelatge “yellow-dun” o “bay- dun” és un pelatge diluït del “bay” (dilució “dun” simple o doble).
L'aspecte del pelatge és molt semblant a l'anterior, però els pèls del cos són de matisos més apagats del groc. Acostumen a mostrar els senyals de la dilució dun: ratlla negra dorsal, ratlla negra encreuada i zebradures entre el groc i el negre de les potes.
Una traducció precisa en català podria ser “falb” o “falb dun”, quan calgui precisar.
- En castellà la traducció per “gateado” o “bayo gateado” seria prou correcta i precisa. En moltes ocasions no hi ha cap problema en parlar d'un pelatge “bayo” sense precisar.[13]